# Rona Munro
Rona Munro (Aberdeen, 7 september  1959) is een Brits toneelschrijver en scenariste. Sedert 1981 is zij actief als auteur van tientallen theaterstukken, die onder andere door het National Theatre of Scotland en het Royal Court Theatre geproduceerd werden. Ze heeft tevens draaiboeken voor films, televisie- en radioseries geschreven.
Munro studeerde in 1980 af aan de Universiteit van Edinburgh. Haar eerste toneelstuk, Fugue, werd in 1981 in het Traverse Theatre opgevoerd.  In 1986 richtte zij met Fiona Knowles het reizende theatergezelschap The MsFits op.
Haar stuk Bold Girls, over de troebelen in Noord-Ierland, leverde haar in 1991 de prijs voor ‘veelbelovendste toneelschrijver’ van de London Evening Standard op.
In de jaren negentig schreef ze onder andere het scenario voor de Ken Loach-film Ladybird, Ladybird, alsook scripts voor afleveringen van Doctor Who. In 1999 werkte ze mee aan het draaiboek voor Aimée & Jaguar van Max Färberböck.
Benevens sociale en psychologische drama’s gaat Munro’s belangstelling uit naar historisch drama. Haar stuk The Last Witch behandelt het verhaal van Janet Horn, de laatste vrouw die op de Britse eilanden wegens hekserij werd terechtgesteld. In 2006 bewerkte ze Mary Barton van Elizabeth Gaskell voor het theater. Haar stuk Little Eagles uit 2011 gaat over de Russische ruimtevaartpionier Sergej Koroljov. In 2019 bewerkte ze Frankenstein van Mary Shelley voor het toneel.
The James Plays is een trilogie van Schotse koningsdrama’s, waarin Munro het leven van Jacobus I, Jacobus II en Jacobus III van Schotland verbeeldt. Dit drieluik werd anno 2014 voor het eerst opgevoerd en in 2016 hernomen. In 2022 gaat het vierde deel, over Jacobus IV, in première.

## Werken (selectie)
- 1981: Fugue
- 1990: Bold Girls
- 1994: Ladybird, Ladybird (draaiboek)
- 1995: The Maiden Stone
- 1999: Aimée & Jaguar (draaiboek)
- 2002: Iron
- 2003: Gilt
- 2006: The Indian Boy
- 2006: Long Time Dead
- 2007: The Dirt under the Carpet
- 2009: The Last Witch
- 2010: Oranges and Sunshine (draaiboek)
- 2011: Pandas
- 2011: Little Eagles
- 2012: The Astronaut’s Chair
- 2014: James I. The Key Will Keep the Lock
- 2014: James II. Day of the Innocents
- 2014: James III. The True Mirror
- 2015: Scuttlers
- 2019: Frankenstein